# Cordylurella nebulosa
Cordylurella nebulosa är en tvåvingeart som först beskrevs av Daniel William Coquillett 1898.  Cordylurella nebulosa ingår i släktet Cordylurella och familjen kolvflugor. Inga underarter finns listade i Catalogue of Life.